# Рагби лига клуб Раднички Београд
Рагби лига клуб Раднички Београд је рагби лига (рагби 13) клуб из Београда, Србија.

## Историја
После утакмице коју су одиграли француски студенти у септембру 1953. године, ученици Средње техничке школе Никола Тесла у Београду одлучили су да направе клуб при Спортском друштву Раднички. Клуб је основан 1.новембра 1953. године, а рагбисти Радничког су пионири овог спорта на нашим просторима заједно са рагбистима Партизана. Прву утакмицу Раднички Београд је одиграо против Партизана у Параћину, 26. априла 1954. године. Раднички Београд је изгубио ту утакмицу резултатом 21:11. Рагби лига клуб Раднички Београд је био и члан спортског друштва Раднички. После 1959. године сви чланови РЛК Раднички прешли су да играју за РЛК ИРБ Бродарац. Рагби лига у СФР Југославији је угашена 1963. године када су сви клубови морали да пређу да играју рагби унију.
Најзначајнија имена рагби лига клуба Раднички Београд су Будимир Томановић-Тамба (први капитен Радничког), Бранко Пипер, Ђорђе Јовичић, Петар Марјановић, Авдо Ходовић.
Клуб је реоснован 2011. године, тако што је рагби лига клуб Морава из Београда пререгистрован у рагби лига клуб Раднички Београд. Од 2013. године рагби лига клуб Раднички Београд играће у Другој лиги Север националног првенства.

## Клупски успеси
- Куп ЈНА:

Освајач (1): 1954.